# Companhia móvel (PSP)
Uma companhia móvel constituía um tipo de unidade de intervenção e reforço policial da Polícia de Segurança Pública (PSP), entre 1960 e 1974.  

## História
Como unidade especializada de intervenção antidistúrbios, a Polícia de Segurança Pública tinha criado, já em 1938, a Polícia de Choque. A Polícia de Choque inspirou-se em modelos de unidades policiais similares existentes na Alemanha e nos EUA, destinando-se a usar técnicas modernas e não letais de manutenção da ordem pública, como o uso de gás lacrimogénio, em substituição das forças e táticas militares de infantaria, com o uso de armas de fogo, usadas até então.
A necessidade do uso de unidades policiais especializadas na manutenção da ordem pública, em detrimento do uso de forças militares, levou ao retomar do conceito semelhante ao da antiga Polícia de Choque, com a criação do conceito de companhia móvel de polícia. O modelo de companhia móvel da PSP baseou-se diretamente nas CRS (companhias republicanas de segurança) da Polícia Nacional francesa, tanto na organização como nas táticas empregues, que incluíam o uso de meios não letais como os bastões, o gás lacrimogénio e os canhões de água, de modo a causar o menor número de vítimas possível em situações de distúrbios.
Através do Decreto-Lei n.º 42908, de 8 de abril de 1960, foi então criada uma Companhia Móvel de Polícia. Esta unidade destinava-se acorrer rapidamente aos locais deficientemente policiados, estava na dependência direta do comandante-geral da PSP e incluía cerca de 200 agentes policiais. A organização da PSP previa a eventual existência de várias companhias móveis de polícia, mas apenas uma acabaria por ser criada.
Sendo popularmente referida como "polícia de choque", a Companhia Móvel de Polícia acabaria sobretudo por ficar conhecida pelas suas atuações na dispersão de manifestações de oposição ao Estado Novo. Por esta razão, a mesma foi extinta logo a seguir ao 25 de Abril de 1974.
Em 1976, foi criado o Corpo de Intervenção da PSP com funções análogas às da antiga Companhia Móvel de Polícia.

## Companhias móveis do Ultramar
Através do Decreto 43080, de 19 de julho de 1960 foi criada uma companhia móvel com elementos metropolitanos, destinada a reforçar o Corpo de Polícia de Segurança Pública de Angola. Esta unidade (depois designada "1ª Companhia Móvel") estava presente em Angola, quando da sublevação ocorrida em Luanda em fevereiro de 1961 que serviu de rastilho ao início da Guerra do Ultramar. Durante estes ataques, a companhia móvel sofreu quatro mortos e dois feridos.
Posteriormente, foram mobilizadas na Metrópole mais companhias móveis da PSP, que serviram em Angola (2ª, 3ª, 4ª, 9ª, 10ª, 11ª, 12ª e 13ª companhias), Moçambique (5ª, 6ª e 8º companhias) e Guiné Portuguesa (7ª companhia). Durante a Guerra do Ultramar permaneceu sempre uma companhia móvel em cada um daqueles territórios.